# 432
432 foi um ano bissexto do século V no Calendário Juliano. com 52 semanas, o ano teve início numa sexta-feira e terminou num sábado com as letras dominicais C e B.  Segundo o horóscopo chinês, foi o ano do Macaco.
| Ano completo                          |
| ------------------------------------- |
| Ano bissexto com início à sexta-feira |

## Acontecimentos
- 31 de Julho - É eleito o Papa Sisto III, 44º papa, que sucedeu ao Papa Celestino I.

## Mortes
- 27 de Julho - Papa Celestino I, 43º papa.